# Kerstin Klason
Kerstin Klason, född 1950, är en svensk författare och journalist.

## Biografi
Klason var under många år reporter och krönikör i tidningen Dagen. Hon har även arbetat bland annat på Världen idag och Svenska Journalen, samt skrivit flera böcker.
Boken "Befriad” (2002) berättar om LP-stiftelsens verksamhet genom porträtt av ett antal personer med ett gammalt liv fyllt av missbruk, förnedring, kriminalitet och brustna relationer bakom sig, som lyckats forma ett nytt liv som ingen trodde var möjligt.
Även boken "Uppdrag Insidan" (2009) handlar om LP-stiftelsen, men här genom att berätta om Göte Edelbrings liv och verksamhet, med många års tjänstgöring i stiftelsen.
Boken "När tillvaron brister" (2019) berättar om tankar, känslor och sorg hos en efterlevande dotter till det äldre par som mördades brutalt i dubbelmordet i Långared 2011.